# Arboretum de l'Hort de Dieu
El Arboretum de l'Hort de Dieu es un arboreto ubicado en el sureste de Francia, cuenta con una zona de Alpinum que contiene plantas herbáceas de diferentes zonas alpinas del mundo. Tiene una extensión de 21 hectáreas y se encuentra situado en el Mont Aigoual, Francia.

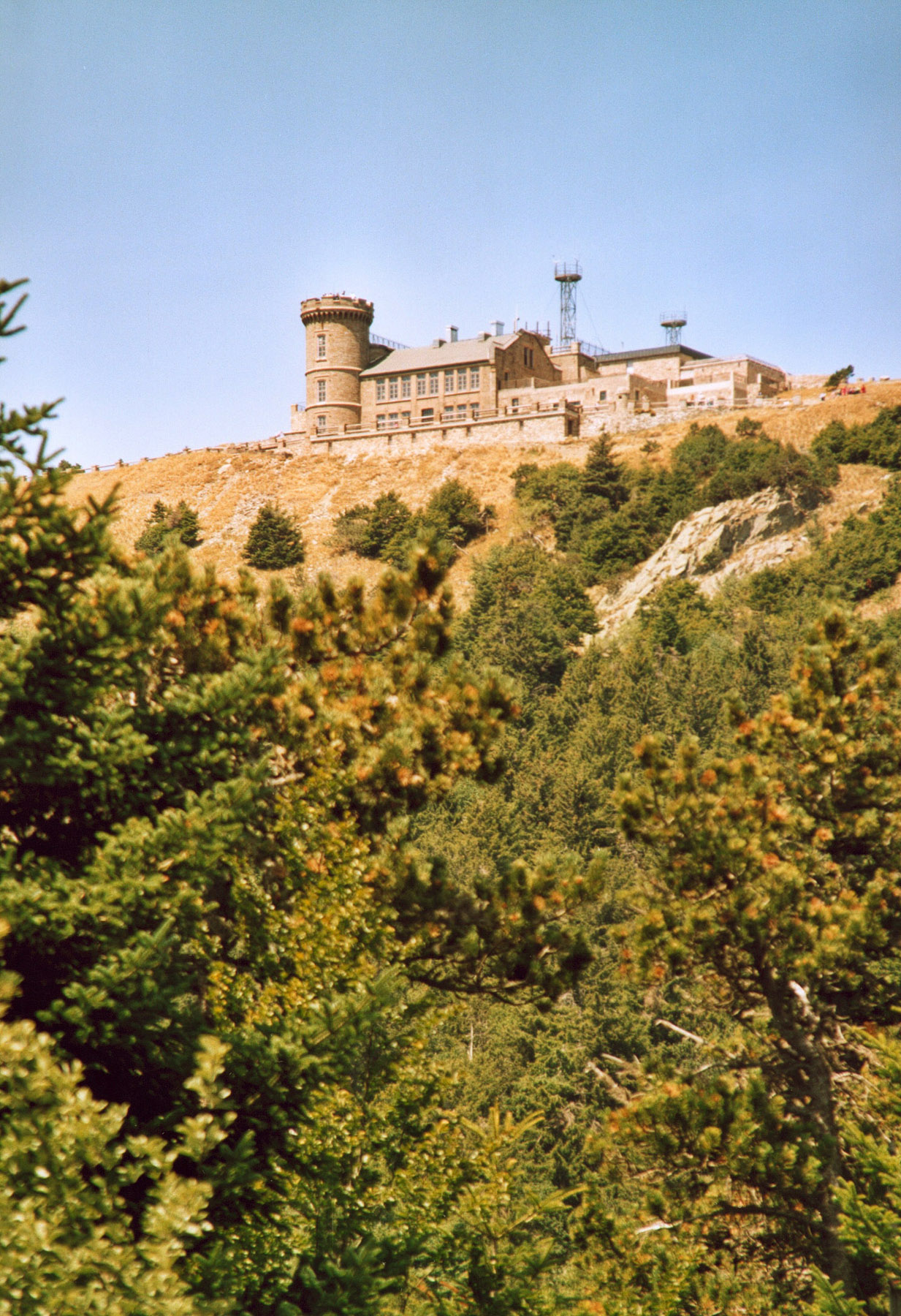
Vista del "Observatoire du Mont Aigoual".

## Localización
El Arboretum de l'Hort de Dieu se encuentra en el sureste de Francia, en el flanco sur del  Mont Aigoual, a unos 39 km al norte de Le Vigan, en el límite  entre los departamentos de Gard y Lozère, en el parque natural de Cevenas.
Arboretum de l'Hort de Dieu Le Vigan, Département de Gard, Languedoc-Roussillon, France-Francia.
- Altitud: entre 1280 y 1350 m s. n. m. con un desnivel de 130 metros.

## Acceso y visitas
El acceso es gratuito durante todo el año. Los miércoles, sábados y domingos se puede asistir a una visita guiada organizada por el ONF, en colaboración con el « Institut de botanique de Montpellier ».

## Historia
Fue creado en 1902 por Charles Henri Marie Flahault (1852–1935) y  Georges Fabre con la finalidad de reducir el efecto erosivo provocado por  pastoreo excesivo y la tala de árboles.  Se plantaron abeto, alerce, pino negro y otras especies, es accesible a través de una ruta de senderismo desde el Observatoire de l'Aigoual.
Está administrado por la « Office national des forêts».

## Colecciones
Ocupa un valle expuesto al mediodía, al pie del "Observatoire du Mont Aigoual", con precipitación anual superior a los 1400 mm, una situación climática en la encrucijada de influencias Mediterráneas, Atlánticas y Continentales, todas estas circunstancias hacen que el  "Hort de Dieu" (derivado del latín: « hortus Dei » : jardín de Dios) sea un sitio de riqueza botánica excepcional. 
Caminar por este tranquilo espacio es una oportunidad para descubrir diferentes árboles "exóticos", entre ellos el abeto Numidico (Abies numidica), Nordmann abeto del Cáucaso (Abies nordmanniana), la Thuja de Canadá (Thuja occidentalis), Tsuga de las montañas (Tsuga mertensiana)), secoya gigante (Sequoiadendron giganteum) y rhododendron de Pont-Euxin.
Además del arboreto, el botánico Charles Flahault creó un pequeño jardín alpino en el que introdujo diferentes especies, especialmente herbáceas de diferentes montañas del mundo.

## Actividades
Además de actividades educativas, las actividades que aquí se realizan van encaminadas a:
- La conservación de las especies amenazadas,
- Al estudio científico de las necesidades para el mejor desarrollo de las especies que aquí se encuentran,
- A la conservación de los suelos y recuperación de las zonas degradadas y erosionadas,
- A la adaptación de especies foráneas con vistas a ampliar las especies cultivables de la región.